# Станіслав Шейбал

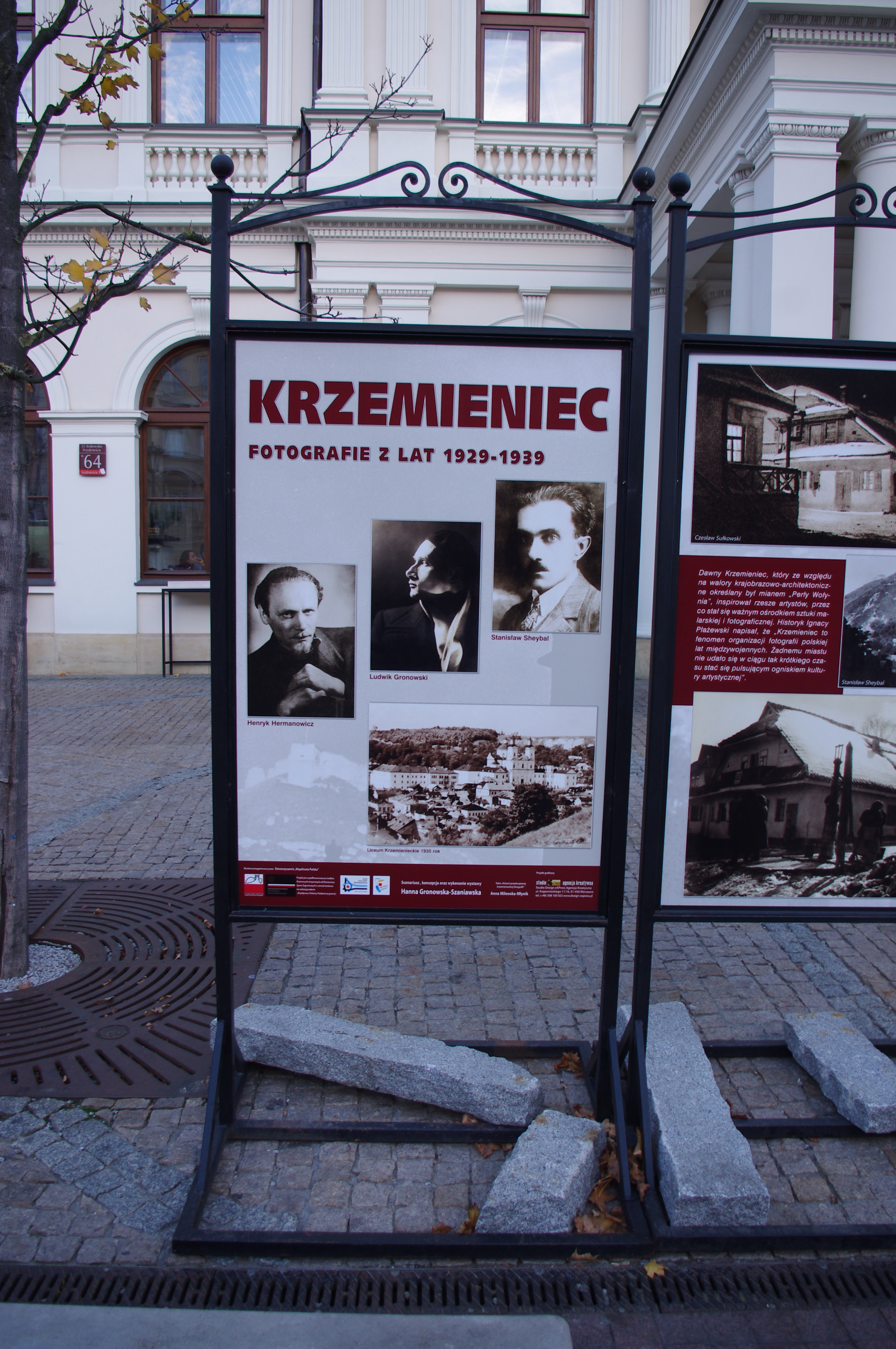
Виставка просто неба — Кременець. Фотографії 1929—1939 рр. — на Краківському передмісті у Варшаві (26 жовтня 2012 р.) на банері з фотографіями фотографів: Генрика Германовича, Людвіка Ґроновського та Станіслава Шейбала

Станіслав Шейбал (пол. Stanisław Sheybal; 9 лютого 1891, Самбір — 15 березня 1976, Варшава) — польський фотохудожник. Член Польського фотоклубу. Аніматор і творець мистецьких та фотографічних заходів у Кременці. Дійсний член Спілки польських художніх фотографів.

## Життєпис
Народився 9 лютого 1891 року в Самборі в родині Францішека Ксаверія (бл. 1859—1928), службовця галицької адміністрації, та Вільгельміни, уродженої Скібінської, піаністки. У 1911 році склав іспити на атестат зрілості в реальній школі Тарнова та розпочав навчання в Академії мистецтв у Кракові. Водночас вивчав математику та педагогічні предмети в Ягеллонському університеті. У 1914—1915 роках навчався в Академії образотворчих мистецтв у Празі та працював у фотоательє Ноймана (також керував філією цього ательє). Під час навчання був призваний до австро-угорської армії. У 1916 році служив у Сербії, а через рік його направили до офіцерської школи. Після закінчення курсу військової картографії та аерофотозйомки у Військово-географічному інституті у Відні, служив у картографічному відділі у Львові; фронтовому картографічному відділі при штабі армії в Косові, на Буковині та в Італії. Брав участь у польсько-українській війні, а потім у польсько-радянській війні.
Одружившись 4 лютого 1919 року в Сяніку з Броніславою (уродженою Котулою) (1891—1979), банківським службовцем, а згодом учителькою, вони спочатку переїхали до Кракова, а потім оселилися в Згежі, де він працював учителем малювання в місцевій середній школі. У 1927 році вони переїхали до Кременця, був учителем малювання.
1928 року заснував шкільну фотостудію при Кременецькому ліцеї, 1930-го — Фотографічне товариство в Кременці. Членами товариства були А. Берґер, З. Целярський, Л. Ґроновський та Є. Смерецький. 1931 року прийнятий до Польського фотоклубу. 1932 року став співзасновником і редактором щомісячного журналу «Життя кременецьке» (пол. Życie Krzemienieckie), що видавався Кременецьким ліцеєм, Кременецьким повітовим відділом та Союзом громадських організацій Кременецького повіту. У 1936 році Королівське фотографічне товариство в Лондоні внесло Шейбала до десятки найкращих фотографів, які використовують  техніку гуми. У 1936—1939 роках очолював екзаменаційну комісію з фотографічної професії при Волинській ремісничій палаті.
Фотографія Станіслава Шейбала 1938 року «Легенда про гору Бону» — одна з найвідоміших робіт автора, яку багато разів публікували, зокрема в США та Японії.
Після окупації Кременця Червоною армією в 1939 році працював (два роки) учителем у Повній польській десятирічній школі, а під час німецької окупації разом з Генриком Германовичем керував фотографічним агентством «Мистецтво». У 1942 році нелегально переїхав до Варшави, де працював у фотоательє Беньковського та Шпорека «BiS». Водночас склав іспит на звання майстра фотографічної професії в Ремісничій палаті у Варшаві. Від 1945 року у відділі культури Воєводського управління у Кракові. З 1946 року працював у Міністерстві культури і мистецтв, де був спочатку інспектором, а потім керівником відділу мистецької освіти. У 1947 році став членом новоствореної Спілки польських художніх фотографів. У 1949 році працював професором у Державній вищій школі образотворчого мистецтва у Варшаві, а потім у Лодзі. Використовував різні фотографічні техніки.
Від шлюбу з Броніславою, уродженою Котулою, він мав двох синів: Казимира — кінорежисера, сценариста і документаліста і Владислава — актора і режисера.
Помер 15 березня 1976 року у Варшаві і був похований 20 березня 1976 року на парафіяльному цвинтарі в Марисині Ваверському (сектор 9А-1-40).
У 1984 році видавництво «Literackie Kraków» підготувало до друку його мемуари «Спогади 1891—1970» (пол. Wspomnienia 1891–1970), друк яких було завершено в 1986 році.

## Виставки
- 1929 — Перша національна виставка художньої фотографії, Кременець
- 1930 — 19-та персональна виставка художньої фотографії Станіслава Шейбала, Варшава
- 1936 — «Гуми» Станіслава Шейбала, Кременець

## Нагороди
- Золотий Хрест Заслуги  (тричі: 10 листопада 1933 року[14], 22 липня 1952 року[15] та 19 липня 1955 року[16])
- Срібний Академічний лавр (4 листопада 1937)[17]
- Медаль 10-річчя Народної Польщі (19 січня 1955)[18]
- Медаль Комісії народної освіти Польщі (1967)